# Dzianisz
Dzianisz ist ein Dorf in der Landgemeinde Kościelisko im Powiat Tatrzański in der Woiwodschaft Kleinpolen im Süden Polens in der historischen Region Podhale. Es liegt westlich der Woiwodschaftsstraße Zakopianka. Das Dorf liegt im Gebirgszug der Pogórze Bukowińskie etwa fünf Kilometer westlich von Poronin und etwa drei Kilometer nördlich von Zakopane. Es ist ein Skiort am Fuße der Hohen Tatra mit mehreren kleineren Skiliften. Dzianisz liegt an den Hängen der Palenica Kościeliska, Iwański Grzbiet, Gruszków Wierch, Tominów Wierch und Ostrysz. Durch den Ort fließt der Bach Dzianiski Potok.

## Sehenswürdigkeiten
Im Ort befindet sich eine Holzkirche der Heiligen Maria von Tschenstochau im Zakopane-Stil aus dem Beginn des 20. Jahrhunderts sowie eine Statue der Heiligen Barbara von 1772.

## Tourismus
Es geht in Dzianisz ruhiger zu als in den benachbarten Skiorten Zakopane oder Kościelisko. Die touristische Infrastruktur ist gleichwohl gut ausgebaut. 

## Panoramas

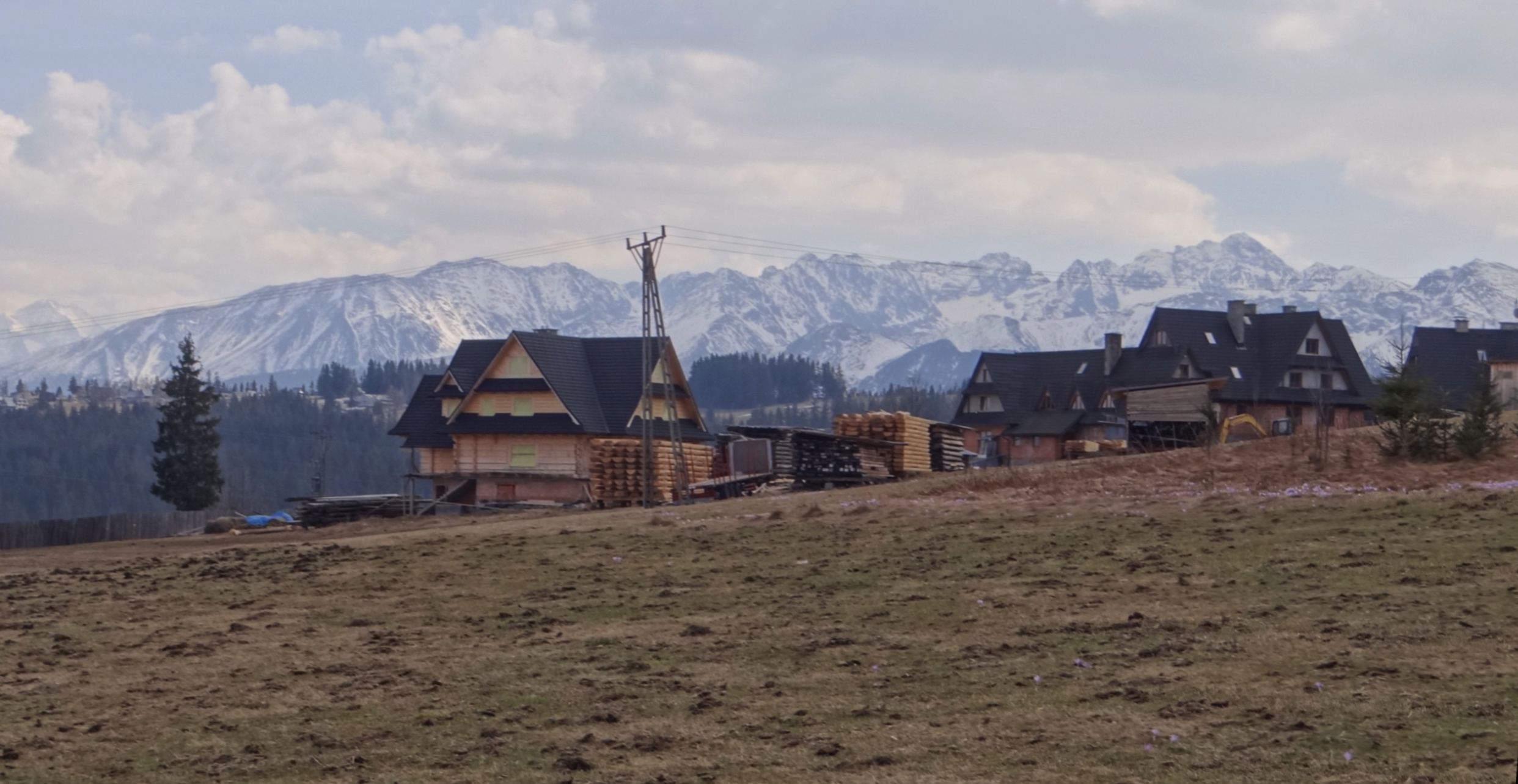
Tatra-Panorama von Dzianisz

## Galerie

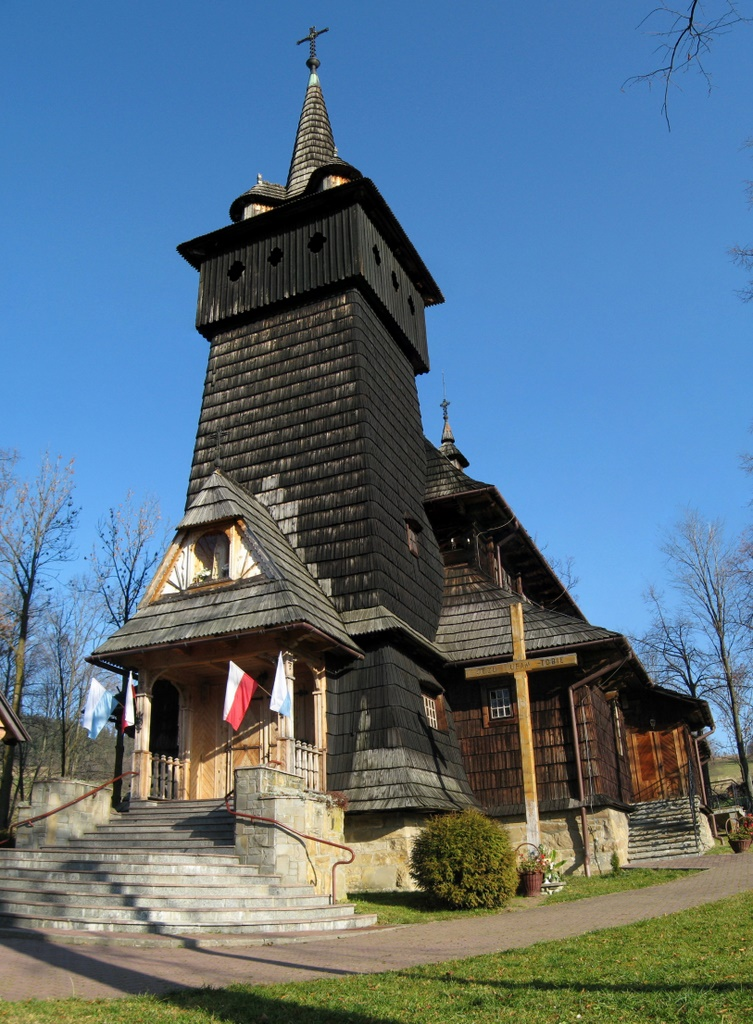
Holzkirche
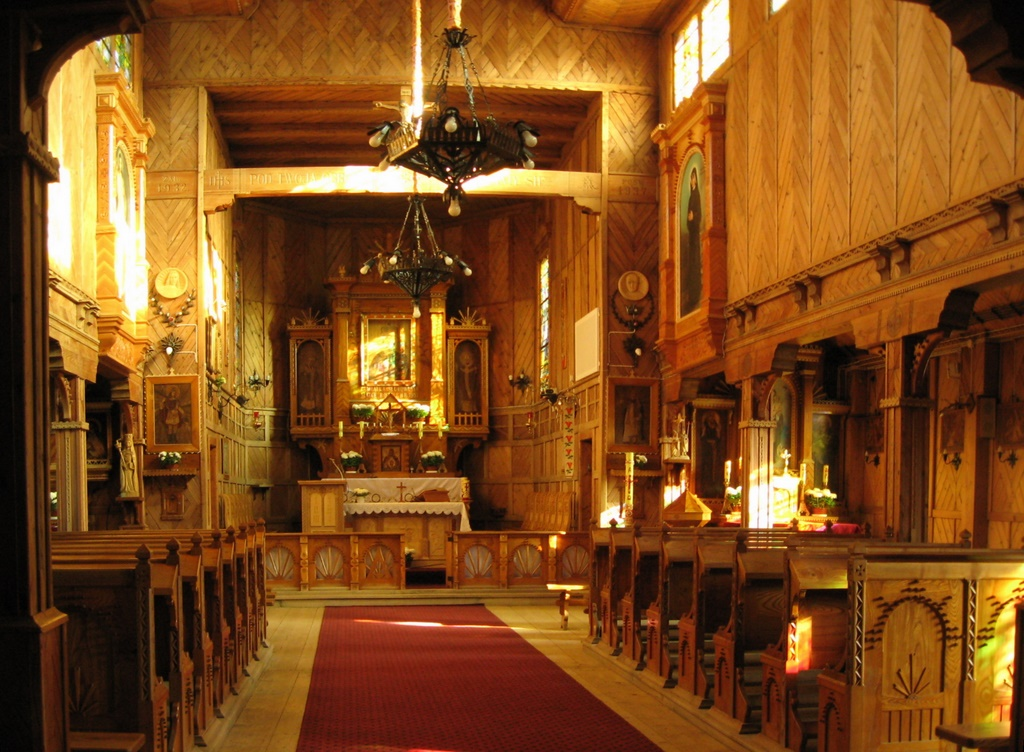
Kircheninneres
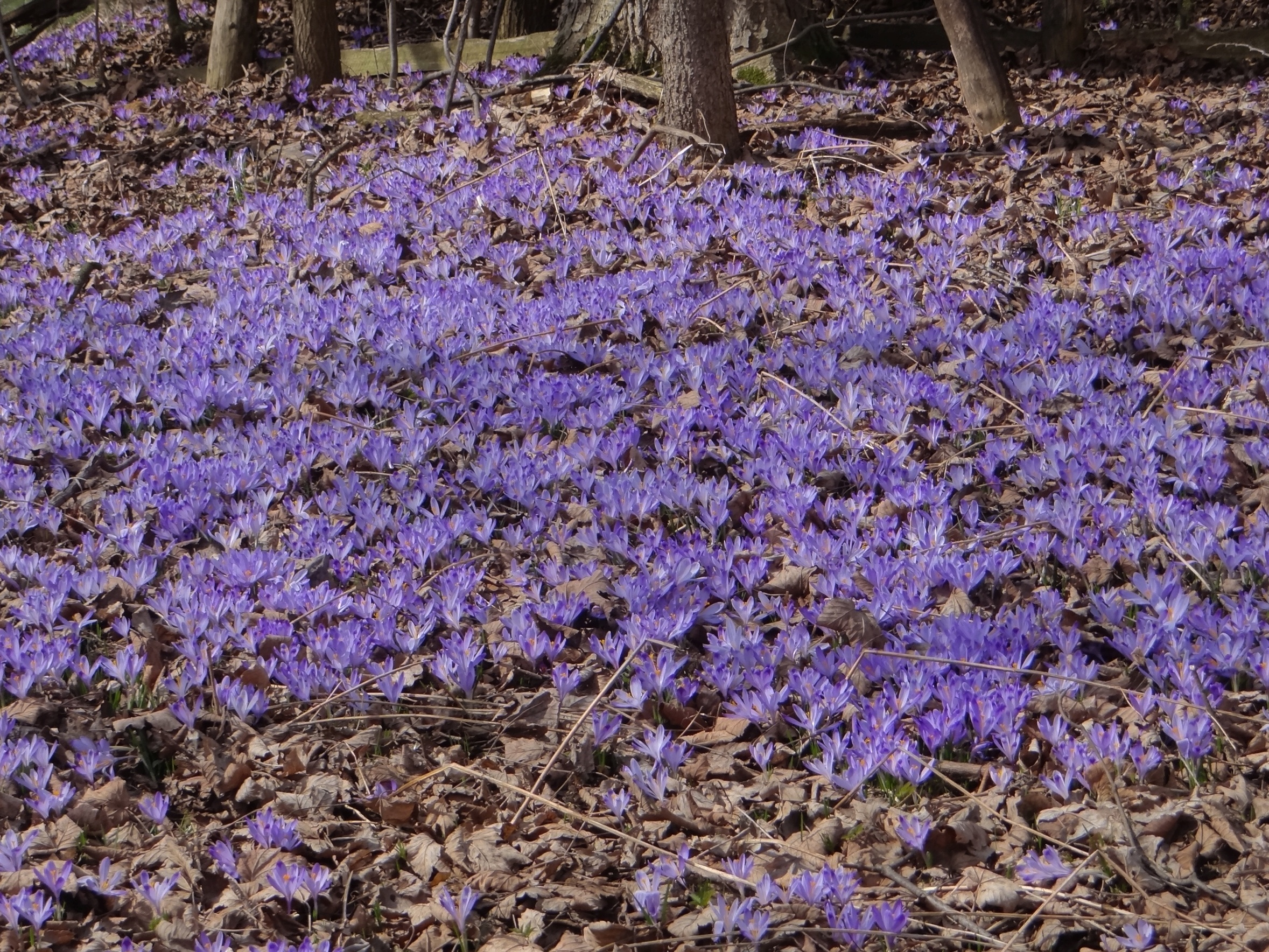
Krokusen
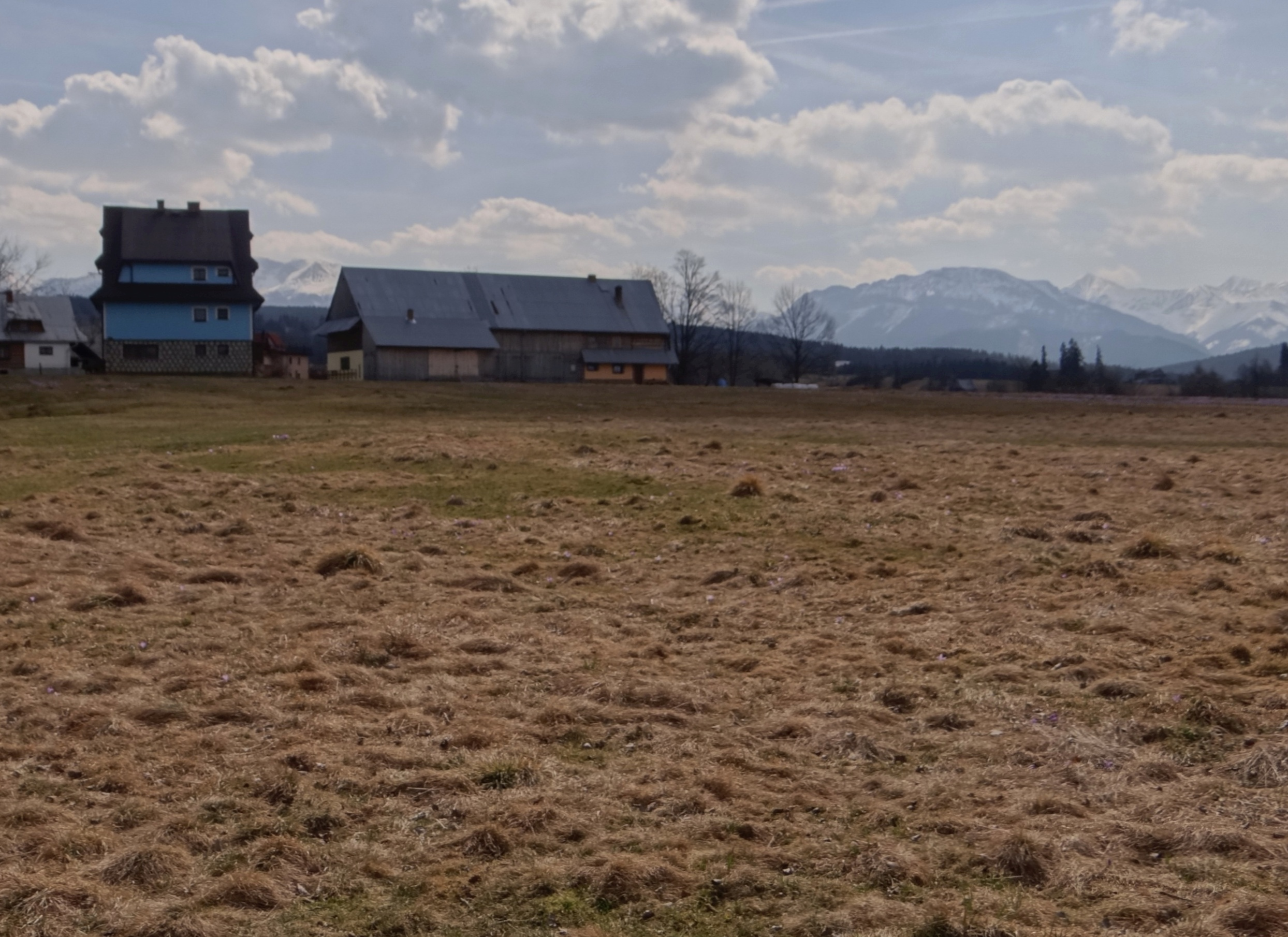
Höfe
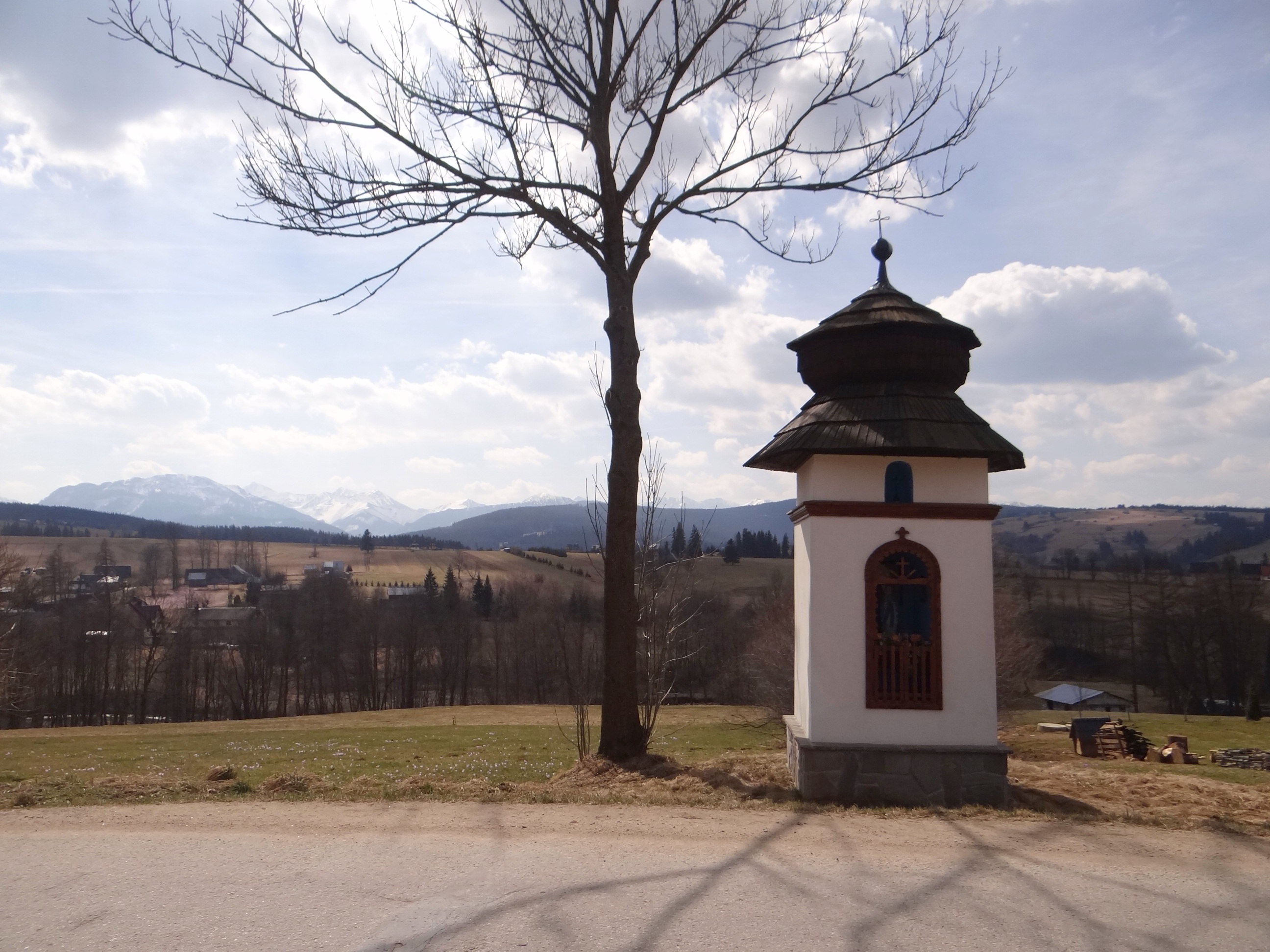
Kapelle